# فن المعلومات

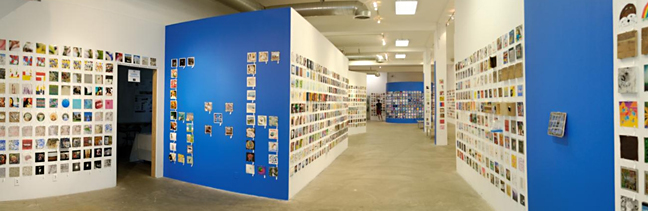

فن المعلومات الذي يعرف أيضا باسم علم المعلومات أو فن البيانات، هو شكل من أشكال الفن الناشئة التي هي مستوحاة من ويتضمن أساس البيانات، وعلوم الحاسوب، وتكنولوجيا المعلومات، والذكاء الاصطناعي، والمجالات ذات الصلة التي تعتمد على البيانات. وقد أدت ثورة المعلومات إلى وفرة البيانات التي تعد ذات أهمية حاسمة في مجموعة واسعة من المجالات، من الإنترنت إلى أنظمة الرعاية الصحية. فيما يتعلق بالفن المفاهيمي والفن الإلكتروني وفن الإعلام الجديد، تعتبر المعلوماتية هذه التحولة الجديدة في النموذج التكنولوجي والاقتصادي والثقافي، بحيث يمكن للأعمال الفنية أن تقدم تعليقات اجتماعية، وتوليف تخصصات متعددة، وتطور جماليات جديدة. غالباً ما يأخذ تحقيق فن المعلومات، وإن لم يكن بالضرورة، مقاربات متعددة التخصصات ومتعددة التخصصات تتضمن المرئيات والصوتيات وتحليل البيانات والأداء وغيرها. وعلاوة على ذلك، فإن المنشآت المادية والظاهرية التي تنطوي على المعلوماتية غالباً ما توفر التفاعل بين الإنسان والكمبيوتر الذي يولد محتويات فنية على أساس معالجة كميات كبيرة من البيانات.

## خلفية
إن لفن المعلومات تاريخ طويل حيث يشكل التصور للبيانات النوعية والكمية أساسًا في العلوم والتكنولوجيا والحوكمة. تصميم المعلومات والرسومات المعلوماتية، التي كانت موجودة قبل الحوسبة والإنترنت، ترتبط ارتباطا وثيقا مع هذه الحركة الفنية الناشئة الجديدة. مثال مبكر على المعلوماتية في معرض عام 1970 الذي تم تنظيمه بعنوان «المعلومات» في متحف الفن الحديث في مدينة نيويورك (برعاية كيناستون ماكشين). هذا هو الوقت الذي برز فيه الفن المفاهيمي كميل رائد في الولايات المتحدة وعلى الصعيد الدولي.
في الوقت نفسه نشأت أنشطة التجارب في الفن والتكنولوجيا المعروفة باسم E.A.T

## ممارسات معاصرة
يتجلى فن المعلومات باستخدام مجموعة متنوعة من مصادر البيانات مثل الصور الفوتوغرافية وبيانات التعداد ومقاطع الفيديو ونتائج محركات البحث والرسم الرقمي وإشارات الشبكة وغيرها. في كثير من الأحيان، يتم تحويل هذه البيانات، وتحليلها، وتفسيرها من أجل نقل المفاهيم وتطوير الجماليات. عند التعامل مع البيانات الضخمة، قد يستخدم الفنانون الإحصاءات والتعلم الآلي للبحث عن أنماط ذات مغزى تدفع أشكال التمثيلات السمعية والبصرية وغيرها. في الآونة الأخيرة، يتم استخدام المعلوماتية في المنشآت التفاعلية وتوليدية التي غالبا ما ترتبط بشكل حيوي مع أنابيب البيانات والتحليل.

## مزيد من القراءة
- Alan Liu (2004). "The Laws of Cool: Knowledge Work and the Culture of Information", University of Chicago Press
- Kenneth R. Allan, "Understanding Information," in Michael Corris (ed.), Conceptual Art, Theory, Myth, and Practice (Cambridge: Cambridge University Press, 2004), 144-68.
- Roy Ascott (2003). Telematic Embrace. (Edward A. Shanken, ed.) Berkeley: University of California Press. (ردمك 0-520-21803-5)
- Barreto, Ricardo and Perissinotto, Paula “the_culture_of_immanence”, in Internet Art. Ricardo Barreto e Paula Perissinotto (orgs.). São Paulo, IMESP, 2002. (ردمك 85-7060-038-0).
- Jack Burnham, (1970) Beyond Modern Sculpture: The Effects of Science and Technology on the Sculpture of this Century (New York: George Braziller Inc.
- Bullivant, Lucy (2007). 4dsocial: Interactive Design Environments (Architectural Design). London: John Wiley & Sons. (ردمك 978-0-470-31911-6)
- Bullivant, Lucy (2006). Responsive Environments: architecture, art and design (V&A Contemporary). London:Victoria and Albert Museum. (ردمك 1-85177-481-5)
- Bullivant, Lucy (2005). 4dspace: Interactive Architecture (Architectural Design). London: John Wiley & Sons. (ردمك 0-470-09092-8)
- Oliver Grau, Virtual Art, from Illusion to Immersion, MIT Press/Leonardo Book Series (Leonardo/ISAST), 2004, pp. 237–240, (ردمك 0-262-57223-0)
- Paul, Christiane (2003). Digital Art (World of Art series). London: Thames & Hudson. (ردمك 0-500-20367-9)
- Peter Weibel and Shaw, Jeffrey, Future Cinema, MIT Press 2003, pp. 472,572-581, (ردمك 0-262-69286-4)
- Wilson, Steve Information Arts: Intersections of Art, Science and Technology Information Arts: Intersections of Art, Science, and Technology, MIT Press/Leonardo Book Series (Leonardo/ISAST) (ردمك 0-262-23209-X)
- Kynaston McShine, "INFORMATION", New York, Museum of Modern Art., 1970, First Edition. ISBN LC 71-100683
- Jack Burnham, 'Systems Esthetics,' Artforum (September, 1968); reprinted in Donna de Salvo (ed.), Open Systems: Rethinking Art C. 1970 (London: Tate Publishing, 2005)
- Edward A. Shanken, 'Art in the Information Age: Technology and Conceptual Art,' in Michael Corris (ed.), Conceptual Art: Theory, Myth and Practice (Cambridge: Cambridge University Press, 2004).
- Marga Bijvoet, (1997) Art as Inquiry: Toward New Collaborations Between Art & Science, Oxford: Peter Lang
- Frank Popper (1993) Art of the Electronic Age, Thames and Hudson Ltd., London, and Harry N. Abrams Inc, New York, (ردمك 0-8109-1928-1)
- Pavilion: Experiments in Art and Technology. Klüver, Billy, J. Martin, B. Rose (eds). New York: E. P. Dutton, 1972
- Dick Higgins, 'Intermedia' (1966), reprinted in Donna De Salvo (ed.), Open Systems Rethinking Art c. 1970 (London: Tate Publishing, 2005)
- Nicolas Bourriaud, Relational Aesthetics (Dijon: Les Presses du Réel, 2002, orig. 1997)
- Charlie Gere Digital Culture (Reaktion, 2002) (ردمك 978-1-86189-143-3)

## روابط خارجية
- Intersections of Art, Technology, Science and Culture- Links
- The Danish Artnode Foundation-Links
- (FILE) Electronic Language International Festival.
- Leonardo/The International Society for the Arts, Sciences and Technology
- datengraphie (datagrafy) is art using data as direct material